# جون سميث (سياسي أمريكي، مواليد 1735)
جون سميث (بالإنجليزية: John Smith)‏ هو سياسي أمريكي، ولد في 1735 في فرجينيا في الولايات المتحدة، وتوفي في 30 يوليو 1824 في سانت فرانسيسفيل في الولايات المتحدة. نشط حزبياً في الحزب الجمهوري الديمقراطي. وقد انتخب عضو مجلس الشيوخ الأمريكي (1 أبريل 1803 – 25 أبريل 1808).